# Prix Henri-Langlois
 (août 2016).
Si vous disposez d'ouvrages ou d'articles de référence ou si vous connaissez des sites web de qualité traitant du thème abordé ici, merci de compléter l'article en donnant les références utiles à sa vérifiabilité et en les liant à la section « Notes et références ».
Ne doit pas être confondu avec Prix Langlois.
Les prix Henri-Langlois ont été décernés pour la première fois le 23 janvier 2006 à Vincennes à l'issue des premières Rencontres internationales du cinéma de patrimoine et de films restaurés de Vincennes
Ces prix tiennent compte des travaux récents des organismes qui œuvrent à la conservation et à la restauration des films, de l'actualité des comédiens et réalisateurs distingués dans la catégorie Coups de cœur sur le cinéma actuel et de la carrière des personnalités du cinéma relevant du cinéma d'auteur et des œuvres de patrimoine.

## Lauréats

### Années 2000
2006
Les prix Henri-Langlois 2006 ont été décernés à :
- Claudia Cardinale, comédienne.
- Sofia Coppola, réalisatrice américaine
- Abbas Kiarostami, réalisateur iranien.
- Cédric Klapisch, réalisateur français
- Eric Le Roy, Archives Françaises du Film.
- Philippe Noiret, comédien.

Deux hommages spéciaux ont été rendus également à Georges Méliès et à Jean Rouch.
2007
Les prix Henri-Langlois 2007 ont été décernés à : 
- Francesco Rosi, réalisateur italien, pour l’ensemble de son œuvre
- Nacer Khémir, réalisateur tunisien, pour son film Bab'Aziz, le prince qui contemplait son âme, fable et véritable hymne poétique
- Souleymane Cissé, invité d’honneur des Rencontres, réalisateur malien, premier cinéaste africain à avoir été primé à Cannes en 1987 pour son long métrage Yeelen
- Robert Guédiguian, réalisateur et producteur français pour son film Voyage en Arménie
- Sandrine Bonnaire, pour l’exemplarité de ses choix et de son parcours cinématographique
- Jacques Perrin, pour l’engagement, l’ampleur et l’audace de ses productions
- Alain Resnais, prix Henri-Langlois d’honneur pour l’ensemble de sa carrière et son apport au cinéma mondial.

Au cours de la cérémonie 2007, trois hommages ont été rendus : 
- à Charles Pathé, à l’occasion du 50e anniversaire de sa disparition. Charles Pathé fonda, à Vincennes, la première entreprise cinématographique française puis mondiale. Prix remis à deux de ses filles.
- à la Cinémathèque de Bologne : prix remis à son directeur artistique, Guy Borlée.
- au Fonds russe du cinéma : prix remis à Richard Delmotte, président d’Arkéion films.

2008
Lors d une cérémonie présentée par Elisabeth Quin, les prix Henri-Langlois 2008 ont été décernés le 28 janvier 2008 à :
- Peter Brook, réalisateur (prix remis par Jean-Claude Carrière)
- Leslie Caron, comédienne et marraine de l'édition 2008 des Rencontres
- Charlie Chaplin (prix remis à sa famille)
- Antoine Duhamel, compositeur
- Maud Linder, réalisatrice et fille de Max Linder, en présence de Pierre Etaix
- Claude Rich, comédien
- Pierre Schoendoerffer, réalisateur
- Julie Delpy, comédienne et réalisatrice
- Claude Pinoteau, réalisateur et scénariste (prix Henri-Langlois de la ville de Vincennes)
- Nederlands filmmuseum, cinémathèque
- L'institut Lumière (prix remis à Thierry Frémaux)
- La Fédération internationale des archives du film (FIAF)

Philippe Labro et Jean Rochefort (premier lauréat des Césars et Président des Césars 2008) ont rendu un hommage à Georges Cravenne, le créateur de la cérémonie des César, à l’occasion de ses 70 ans de carrière.
Un trophée d'honneur a également été remis à Émergence, une association chargée de former des jeunes réalisateurs. La directrice artistique d'Émergence, qui fête en 2008 son 10e anniversaire, est Élisabeth Depardieu.
2009
Les prix Henri-Langlois 2009 ont été décernés le 2 février 2009 à :
- Anouk Aimée, comédienne
- Ken Loach, réalisateur britannique et invité d'honneur du festival.
- Michel Bouquet, comédien.
- Theo Angelopoulos, réalisateur grec. Son prix a été reçu par son ami et chef opérateur Yorgos Arvanitis.
- Claude Lelouch, réalisateur,
- Agnès Varda, réalisatrice,
- Claude Bolling, musicien et compositeur de musiques de films, pour l'ensemble de sa carrière et à l'occasion du Centenaire de la musique de film.
- Yasmina Reza, auteur, et Didier Martiny, réalisateur, pour leur collaboration artistique dans l'adaptation de l'œuvre de Yasmina Reza à l'écran.
- Oles Yanchuk (pl), réalisateur ukrainien, pour les qualités exceptionnelles et fondamentales d'humanisme défendues et promues dans son film Famine 33.
- Maïwenn, actrice et réalisatrice. Prix Henri Langlois Révélations décerné par Ken Loach pour son film Le Bal des actrices.
- Ronit Elkabetz et Shlomi Elkabetz, réalisateurs israéliens, pour leur film Les 7 Jours.
- la Cinémathèque du Brésil, prix remis à sa directrice, Olga Futemma.
- L'ARP.

### Années 2010
2010
Les prix Henri-Langlois 2010 ont été décernés le 1er février 2010 à :
- Clovis Cornillac, comédien,
- Marisa Berenson, comédienne
- Alain Corneau, réalisateur
- Vladimir Cosma, compositeur de musique de films
- Claire Denis, réalisatrice, pour son film 35 rhums.
- Jacques-Rémy Girerd, réalisateur
- Lucien Jean-Baptiste, comédien et réalisateur
- Mario Luraschi, cascadeur équestre, dresseur de chevaux pour le cinéma
- Rakhshan Bani-Etemad, réalisatrice iranienne
- Radu Mihaileanu, réalisateur
- Jean-Pierre Mocky, réalisateur
- Edmond Richard, directeur de la Photo, prix Henri-Langlois “5e anniversaire” pour sa carrière internationale.
- Jean-Jacques Schpoliansky, exploitant indépendant
- Régis Wargnier, réalisateur, prix Henri-Langlois d’honneur 2010 du 5e anniversaire pour l’ensemble de sa carrière internationale
- La Cinémathèque de Berlin
- Ali Borgini, réalisateur pour son film Le dernier week-end.

À l'occasion de l'édition 2010, deux prix de la ville de Vincennes ont également été décernés à :
- la Famille Méliès pour le travail de conservation et de promotion de l’œuvre de Georges Méliès à la veille des 150 ans de sa naissance.
- Marc du Pontavice, producteur et PDG de Xilam

2011
Les prix Henri-Langlois 2011 ont été décernés le 31 janvier 2011 à :
- Gisèle Casadesus, pour l'ensemble de sa carrière
- Hanna Schygulla, pour l'ensemble de sa carrière et pour son action en faveur du cinéma européen
- Roman Polanski, pour l'ensemble de sa carrière
- Michael Lonsdale, pour son interprétation dans Des hommes et des dieux et l'ensemble de sa carrière
- Bertrand Blier, pour son univers cinématographique très écrit, volontiers provocateur, dérangeant et non-conformiste, et en particulier pour son film Le Bruit des glaçons
- Benoît Jacquot, Trophée Coup de cœur de l'association Henri-Langlois pour son film Au fond des bois
- Tony Gatlif, Prix Humanisme et engagement
- Mahamat-Saleh Haroun, Prix Cinémas du monde, d'ici et d'ailleurs
- Michel Ocelot, Prix Film d'Animation et de l’image animée, pour l’ensemble de son œuvre
- Christopher Thompson, Prix Révélations 2011, pour son premier long-métrage en tant que réalisateur, Bus Palladium
- Francis Lai, pour l'ensemble de sa carrière
- Simon Simsi, Prix Ville de Vincennes Promotion et défense du cinéma, pour son travail en tant qu’exploitant indépendant, distributeur, producteur, et président de l’association des distributeurs de films de patrimoine
- Equipe Cousteau, The Cousteau Society, via Pierre-Yves Cousteau, catégorie Cinémathèques et restaurations,

à l’occasion des 55 ans du film «Le Monde du silence», de sa Palme d'or et de son Oscar
- Filmoteca de la Universidad Nacional Autónoma de México, via sa directrice Guadalupe Ferrer, catégorie Cinémathèques et restaurations

à l’occasion de l’année du Mexique en France, des 100 ans de l’université et des 50 ans de sa cinémathèque
2012
Les prix Henri-Langlois 2012 ont été décernés le 27 janvier 2012 à :
- Jean Becker, comédien
- Hiam Abbass, comédienne
- Roger Carel, comédien de doublage
- Marina Vlady, réalisatrice
- Georges Lautner, réalisateur
- Pierre Schoeller, réalisateur
- Bertrand Bonello, réalisateur
- Joann Sfar, réalisateur
- Mathieu Demy, acteur-réalisateur
- Abderrahmane Sissako, cinéaste
- Daniel Costelle et Isabelle Clarke, réalisateurs
- Claude Carliez et Michel Carliez, acteurs-cascadeurs
- Gréco Casadesus, compositeur de musique pour l'image
- Antoine Delesvaux, producteur
- Sylvain Estibal, adaptateur-auteur

2013
Les prix Henri-Langlois 2013 ont été décernés le 28 janvier 2013 à :
- Omar Sharif, comédien
- Catherine Frot, comédienne
- Danièle Delorme, comédienne (remis à son petit-fils Hugo Gélin, réalisateur)
- Édouard Molinaro, réalisateur
- Euzhan Palcy, réalisatrice
- Agnès Jaoui, actrice-réalisatrice
- Rémi Bezançon et Jean-Christophe Lie, réalisateurs
- Bruno Le Jean, réalisateur
- Serge Bromberg, producteur-réalisateur
- Patrick Mille, révélation réalisateur
- Sylvie Testud, révélation réalisatrice
- Alice Winocour, réalisatrice
- Eva Neïman, réalisatrice
- Estelle Lanivaz, réalisatrice
- Abderrahmane Sissako, cinéaste
- Moussa Touré, cinéaste (remis à Eric Névé, producteur)
- Jean-Claude Petit, compositeur de musique pour l'image
- Youssou N'Dour, auteur compositeur (remis à Aissa Maiga, comédienne)
- Axel Brucker, producteur de télévision
- Mention spéciale au film Couleur de peau : miel réalisé par Jung et Laurent Boileau

2014
Les prix Henri-Langlois 2014 ont été décernés le 3 février 2014 à :
- Tchéky Karyo, comédien
- Anna Karina, comédienne
- Robert Hossein, comédien
- Benjamin Baltimore, comédien
- Alexandre Arcady, réalisateur
- Olivier Marchal, acteur-réalisateur
- Yves Boisset, réalisateur
- Férid Boughedir, réalisateur
- Jean-Claude Carrière, scénariste
- Agnès Troublé, productrice
- Jean-Marie Lavalou et Alain Masseron, créateurs techniques
- Rémy Julienne, cascadeur
- Ricardo Aronovich, directeur de la photographie
- Eric Serra, compositeur de musique pour l'image
- Only in New-York, Trophée coup de cœur de la presse étrangère, de Bandar Albuliwi, Ghazi Albuliwi et avec Hiam Abbass
- Un p'tit gars de Ménilmontant, Trophée coup de cœur des étudiants de cinéma, d'Alain Minier et avec Olivier Marchal

2015
Les prix Henri-Langlois 2015 furent remis le 30 mars 2015  au siège de l'UNESCO en plusieurs catégories. Les prix sont intitulés « Trophée ».
- Compositeur de musiques pour l’image : Bruno Coulais
- Révélation : Audrey Dana pour Sous les jupes des filles
- Film documentaire : Stéphanie Valloatto pour Caricaturistes, fantassins de la démocratie
- Prix de l'association Henri-Langlois : Jean-Charles Hue pour Mange tes morts
- Producteur : Alain Terzian
- Humanisme & Engagement : Raoul Peck
- Cinémas du monde : Marjane Satrapi
- Trophée du 10e anniversaire : André Téchiné

Trophées Honorifiques
- Réalisateur : Patrice Leconte
- Comédienne : Emmanuelle Riva
- Comédien : André Dussollier
- Trophée d’honneur : Pierre Etaix

2016
Les prix Henri-Langlois 2016 furent remis le 11 avril 2016  au Studio 104 de la Maison de la Radio
- Gabriel Yared
- Volker Schlöndorff
- Jaco Van Dormael
- Claudia Cardinale, pour ses 60 ans de carrière)
- Thomas Salvador
- Dimitri Rassam Aton Soumache et Alexis Vonarb
- Micheline Presle
- Denis Lavant
- Jean-Charles Tacchella
- Nabil Ayouch
- Kamal Haasan
- Jean-Louis Livi
- Marie Genin & Serge July
- Clément Cogitore
- Susanna Tullan Lenken
- La Cinémathèque du Portugal (portugais : Cinemateca Portuguesa Museu do Cinema)
- 2019
- Les Prix Henri Langlois ont été decernés le mardi 22 janvier 2019 à la Cité de l'architecture et du patrimoine par un jury d 'étudiants  de la FEMIS, de l'Ecole nationale supérieure Louis-Lumière et du Conservatoire national supérieur d'art dramatique:

- Catherine Corsini ,

- Wes Anderson ,

- Thomas Lilti ,

- Gilles Lellouche ,

- Alberto Barbera(pour la Mostra de Venise, à l’occasion de son 75ème anniversaire),

- Les Arcs Films Festival(à Pierre-Emmanuel Fleurantin, directeur général, et Guillaume Calop, délégué général à l'occasion du 10ème anniversaire du festival),

- Gaya Jiji,

- Pier Paolo Pasolini (pour les 50ans de « Théorème »),

- John Cassavetes (pour les 50 ans de « Faces »),

- Marc Wilkinson (pour les 50 ans de la Bande Originale de « If… » ,
- Sergio Leone (pour les 50 ans de  « Il Était une Fois dans l’Ouest »- Prix du Public Allociné),

Cette manifestation est placée, depuis sa création, sous l’égide d’un prestigieux comité d’honneur présidé par Mademoiselle Claudia Cardinale , mais aussi sous les Hauts patronages du ministère de l’éducation nationale, de la Recherche et de l’Enseignement supérieur, du ministère de la Culture, du ministère des Armées et de la Commission nationale française pour l’UNESCO.
COMITÉ D’HONNEUR
Depuis sa création, la manifestation est soutenue par le Comité d’Honneur composé de nombreuses personnalités phares issues des forces vives de la création artistique et des métiers du cinéma dans le monde. 
Chaque année à la cérémonie de remise des Prix Henri Langlois sont présents les membres les plus représentatifs du cinéma, de la culture et des médias.
LES MEMBRES DU COMITÉ D’HONNEUR
Sous la présidence de Claudia Cardinale, les membres du comité d’honneur sont :
Anouk Aimée, Théo Angelopoulos, Ariane Ascaride, , Alberto Barbera, Bertrand Blier, Claude Bolling, Sandrine Bonnaire, Guy Borlée, Odile Bouloche, Michel Bouquet, Peter Brook, Leslie Caron, Jean-Claude Carrière, Gisèle Casadesus, Dolorès Chaplin, Eugène Chaplin, Géraldine Chaplin, Souleymane Cissé, Sofia Coppola, Georges Cravenne, Julie Delpy, Richard Delmotte, Constance Dolle, Antoine Duhamel, Brigitte Fossey, Thierry Fremaux, Tony Gatlif, Robert Guédiguian, Mahamat-Saleh Haroun, Benoit Jacquot, Pierre Jolivet, Nacer Khemir, Abbas Kiarostami, Cédric Klapisch, Francis Lai, Mélanie Laurent, Claude Lelouch, Eric Leroy, Maud Linder, Ken Loach, Michael Lonsdale, Maïwenn, Maria de Medeiros, Philippe Noiret, Michel Ocelot, Jacques Perrin, Claude Pinoteau, Roman Polanski, Jocelyn Quivrin, Alain Resnais, Yasmina Reza, Claude Rich, Edmond Richard, Jean Rochefort, Francesco Rosi, Pierre Schoendoerffer, Jérôme Seydoux, Simon Simsi, Charlie Sistovaris, Bertrand Tavernier, Christopher Thompson, Denise Vernier-Palliez, Oles Yanchuk.